# Tương lai
Tương lai mô tả khoảng thời gian nối tiếp và là kết quả của hiện tại, trái ngược quá khứ. Đối với thời gian như là một góc độ nhận thức tuyến tính, tương lai là phần thời gian của những sự kiện hiện chưa phát sinh, chưa xảy ra. Có thể nói tương lai là ngày mai, mai mốt,...Tương lai còn được hiểu là khái niệm về thời gian sau này, khi mà trình độ khoa học kĩ thuật của con người đã đạt đến mức tối đa.

## Triết học
Tương lai trong Triết học là một khái niệm đa chiều, được phân tích từ nhiều góc độ khác nhau. Aristoteles xem tương lai như một chuỗi các khả năng, nơi mà hành động ở hiện tại có thể mở ra nhiều hướng đi khác nhau. Trong học thuyết hiện sinh, các triết gia như Jean-Paul Sartre nhấn mạnh rằng tương lai chính là sự tự do và trách nhiệm của con người, nơi chúng ta định nghĩa ý nghĩa và mục tiêu qua các quyết định của mình. Georg Hegel và Karl Marx lại tiếp cận tương lai thông qua tiến trình lịch sử, coi đó là sự tiến hóa tất yếu của xã hội. Ngoài ra, các triết gia hiện đại như Hans Jonas đặt câu hỏi về trách nhiệm của con người với tương lai, đặc biệt trong việc bảo vệ môi trường và phát triển bền vững. Còn trong Triết học phương Đông, tương lai thường được nhìn nhận qua lăng kính của sự tuần hoàn và quy luật nhân-quả, nhấn mạnh sự cân bằng trong cuộc sống. Từ đó, tương lai không chỉ là vấn đề dự đoán, mà còn là khung nền để bàn luận về tự do, trách nhiệm, và ý nghĩa tồn tại của con người.

## Định nghĩa tương lai với con người
Tương Lai chiếm một vị trí quan trọng trong ngành triết học. Có khả năng có thể cho cuộc tranh luận là: bộ não tiến hóa của con người, một phần lớn nhất của sự tiến hóa là khả năng dự đoán trong tương lai cụ thể là: trừu tượng, trí tưởng tượng, logic và cảm nhận. Trí tưởng tượng cho phép chúng ta quyết định các điều kiện, cho phép thấy dường như hợp lý trong mô hình (và do đó suy giảm nguy cơ xảy ra). Hợp lý luận cho phép mọi người để dự đoán hành động, kết quả tất yếu của tình hình, và do đó cung cấp thông tin hữu ích cho các sự kiện trong tương lai.